# Lagarde (Haute-Garonne)
Lagarde (okzitanisch La Garda de Lauragués) ist eine französische Gemeinde mit 438 Einwohnern (Stand: 1. Januar 2022) im Département Haute-Garonne in der Region Okzitanien (vor 2016 Midi-Pyrénées). Sie gehört zum Arrondissement Toulouse und zum Kanton Revel. Die Einwohner werden Gardains genannt.

## Lage
Lagarde liegt in der Kulturlandschaft Lauragais am Gardijol an der Grenze zum Département Aude, 21 Kilometer östlich von Castelnaudary. Umgeben wird Lagarde von den Nachbargemeinden Gardouch im Norden, Montclar-Lauragais im Nordosten, Beauteville im Osten, Saint-Michel-de-Lanès im Südosten, Caignac im Süden, Monestrol im Südwesten, Montgeard im Westen sowie Seyre im Nordwesten. 

## Bevölkerungsentwicklung
| Jahr                       | 1962 | 1968 | 1975 | 1982 | 1990 | 1999 | 2006 | 2013 | 2020 |
| Einwohner                  | 256  | 243  | 195  | 176  | 194  | 239  | 281  | 375  | 429  |
| Quellen: Cassini und INSEE |      |      |      |      |      |      |      |      |      |

## Sehenswürdigkeiten

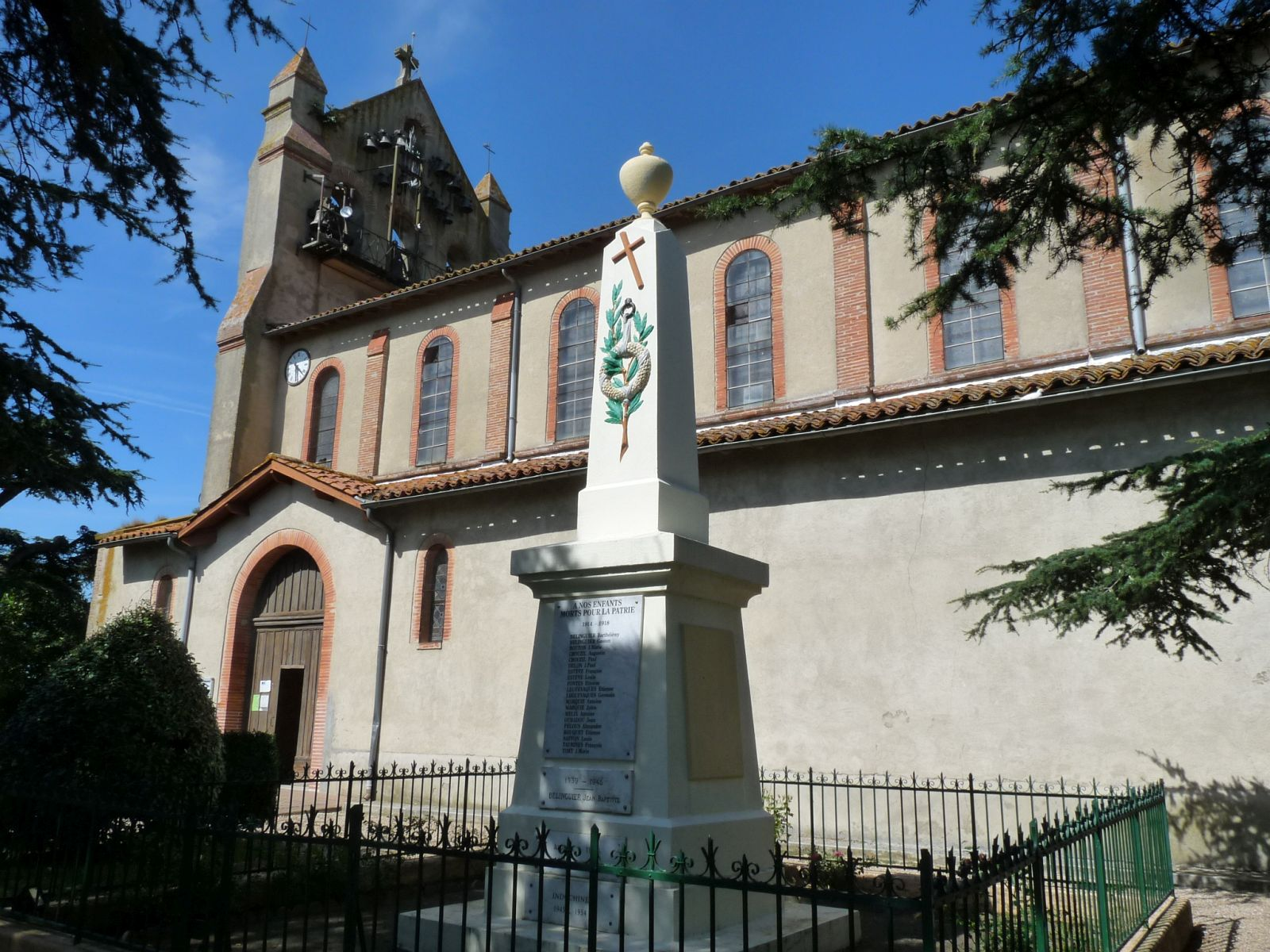
Kirche Saint-Rémi
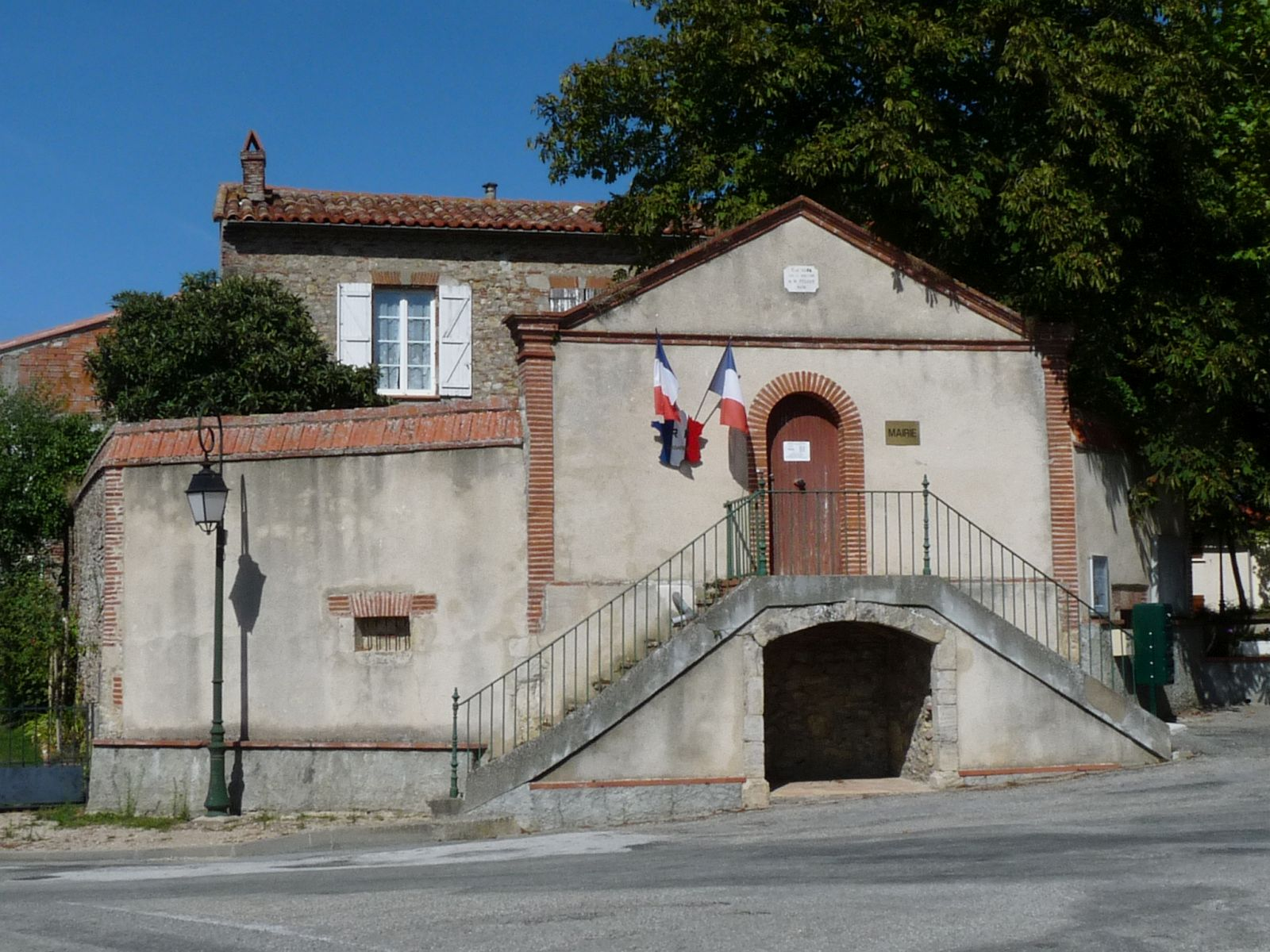
Rathaus (Mairie) von Lagarde
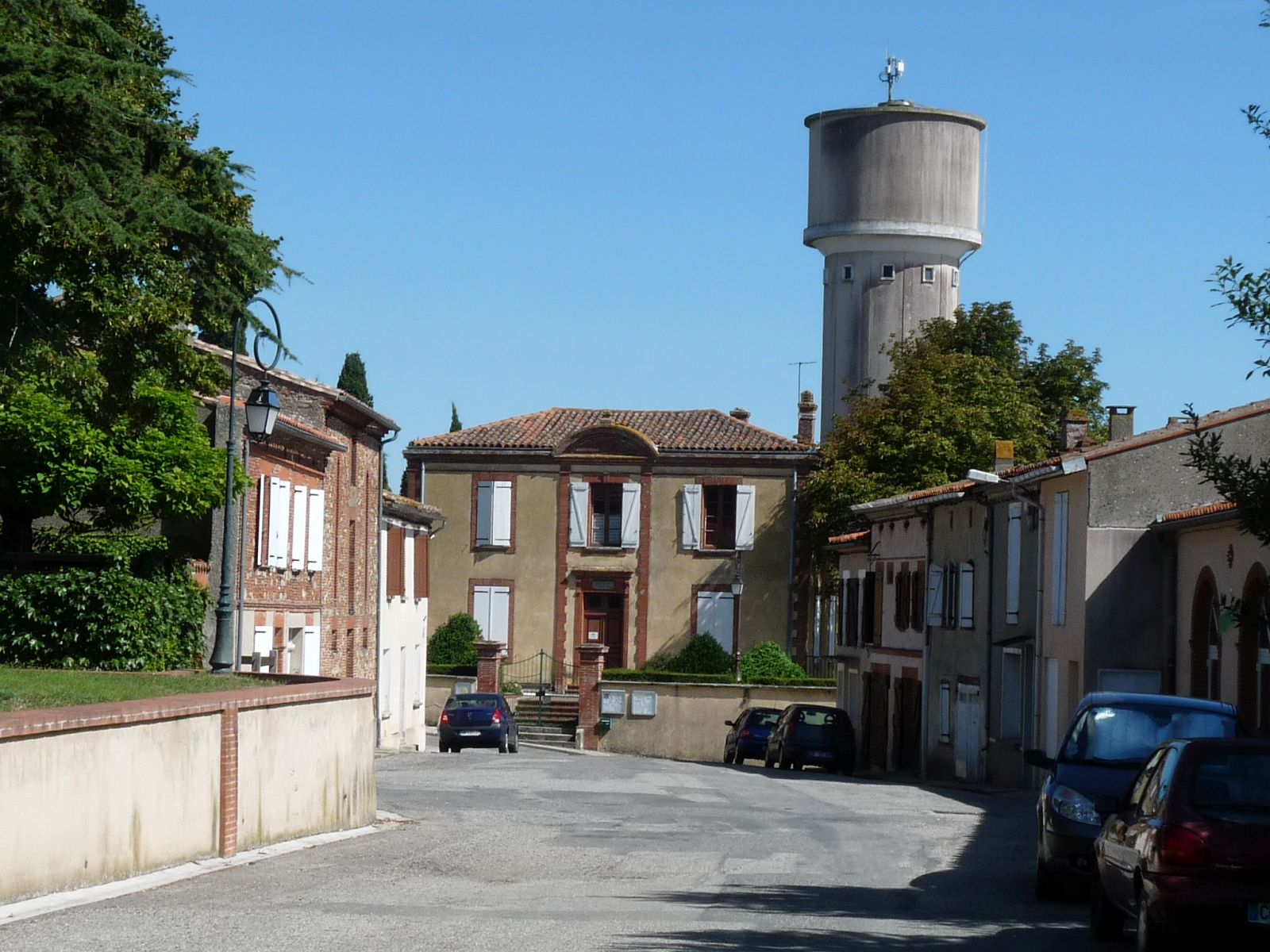
Wasserturm
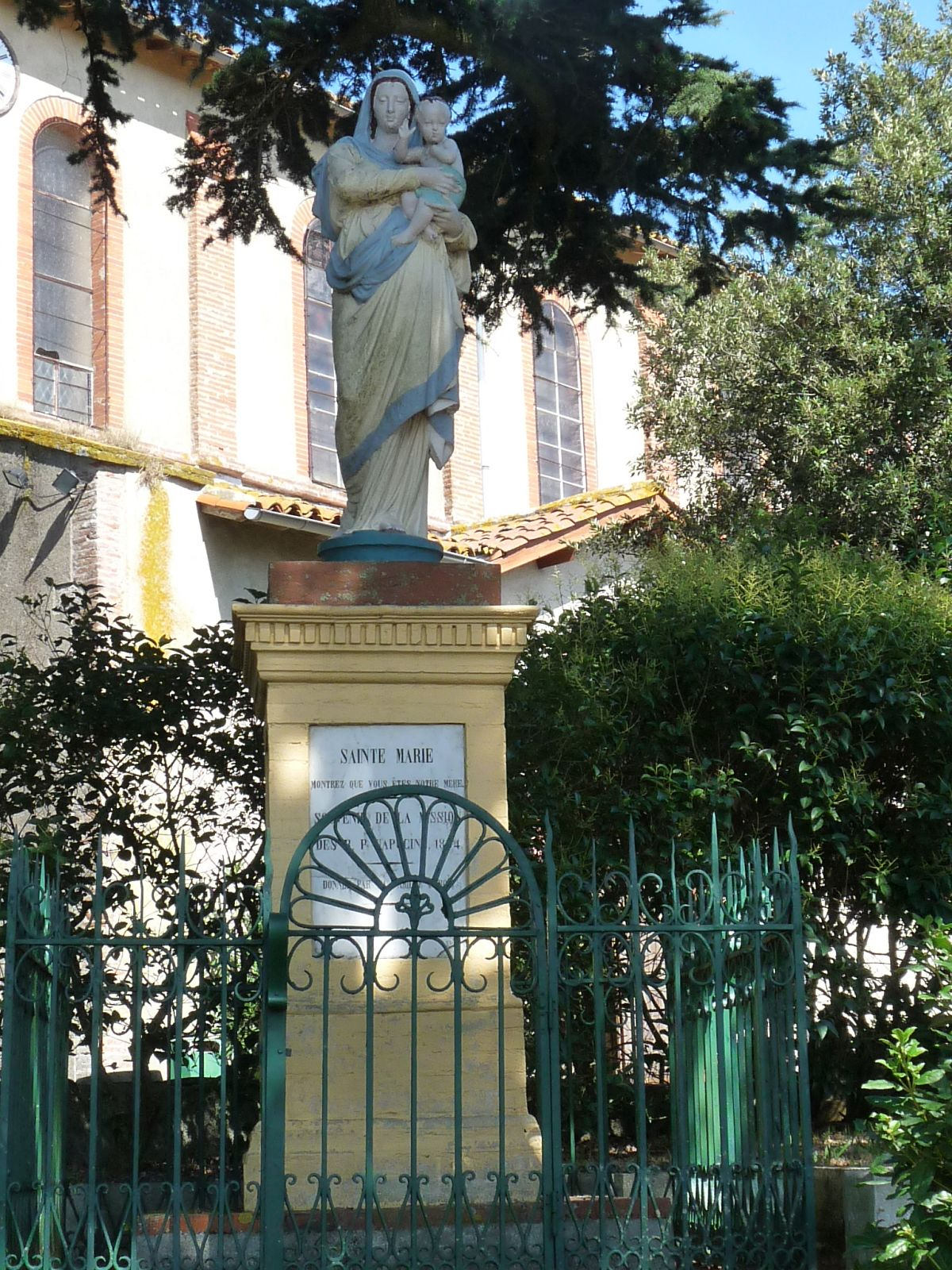
Marienstatue

- Kirche Saint-Rémi
- Rathaus (Mairie) von Lagarde
- Wasserturm
- Marienstatue